# Frode Andresen
Frode Andresen (* 9. September 1973 in Rotterdam, Niederlande) ist ein ehemaliger norwegischer Biathlet und Skilangläufer.
Seine größten Erfolge im Biathlon waren der Olympiasieg 2002 in der Staffel, die olympische Silbermedaille 1998 über 10 km und die Bronzemedaille im 10-km-Sprint bei den Olympischen Winterspielen 2006 in Turin. Andresen hatte aber auch oft Krisen zu überwinden: 1998 wurde er nach einem Streit nicht in der Silber-Staffel von Nagano aufgestellt (er wurde durch Dag Bjørndalen ersetzt). 2000 gewann er in Oslo WM-Gold im Sprint; allerdings stellte die Rennjury fest, dass er bereits vor dem Start ein Magazin in die Waffe eingeführt hatte, was aus Sicherheitsgründen nur am Schießstand unmittelbar vor dem Schießen erlaubt ist. Trotz gegnerischer Proteste fällte die Jury die umstrittene Entscheidung, dass Andresen seinen Titel behalten durfte. Obwohl er später seine Goldmedaille freiwillig zurückgab, blieb das Ergebnis offiziell unverändert.
Andresen nimmt seit 1998 auch am Skilanglauf-Weltcup teil, 2009 wurde er norwegischer Meister auf der 50-km-Freistilstrecke.
Er lebt mit der Biathletin Gunn Margit Andreassen zusammen, mit der er drei Söhne hat.

## Biathlon-Weltcup-Platzierungen
Die Tabelle zeigt alle Platzierungen (je nach Austragungsjahr einschließlich Olympische Spiele und Weltmeisterschaften).
- 1.–3. Platz: Anzahl der Podiumsplatzierungen
- Top 10: Anzahl der Platzierungen unter den ersten zehn (einschließlich Podium)
- Punkteränge: Anzahl der Platzierungen innerhalb der Punkteränge (einschließlich Podium und Top 10)
- Starts: Anzahl gelaufener Rennen in der jeweiligen Disziplin
- Staffel: inklusive Mixed- und Single-Mixed-Staffeln

| Platzierung         | Einzel | Sprint | Verfolgung | Massenstart | Staffel | Gesamt |
| ------------------- | ------ | ------ | ---------- | ----------- | ------- | ------ |
| 1. Platz            |        | 11     | 4          |             | 10      | 25     |
| 2. Platz            |        | 12     | 3          |             | 13      | 28     |
| 3. Platz            |        | 8      | 5          | 4           | 7       | 24     |
| Top 10              | 8      | 60     | 37         | 12          | 38      | 155    |
| Punkteränge         | 25     | 106    | 75         | 36          | 40      | 282    |
| Starts              | 57     | 137    | 85         | 38          | 40      | 357    |
| Stand: Karriereende |        |        |            |             |         |        |